# Francis Parkman House
Das Francis Parkman House ist das ehemalige Wohnhaus des Historikers Francis Parkman. Es befindet sich in Boston im Bundesstaat Massachusetts der Vereinigten Staaten und wurde 1962 als National Historic Landmark anerkannt. Seit 1966 ist es im National Register of Historic Places eingetragen und zugleich Contributing Property des Beacon Hill Historic District.

## Architektur
Das 1824 auf einem Granitfundament errichtete Reihenhaus besteht aus Mauerziegeln, ist drei Stockwerke hoch und verfügt über ein voll ausgebautes Kellergeschoss. Das Dach weist zwei Schornsteine und eine Dachgaube auf, die jedoch jüngeren Datums ist. Der nach innen versetzte Haupteingang wird von einem Rundbogen überspannt. Die Fenster verfügen über hölzerne Fensterläden und eingeschnittene Stürze aus Granit.

## Historische Bedeutung
Das Haus war von 1865 bis 1893 der Wohnsitz von Francis Parkman, der heute insbesondere für seine Werke The Oregon Trail (1849) und France and England in North America (mehrere Bände, 1851–92) bekannt ist. Parkman begriff das Schreiben über die Geschichte als romantische Kunst und nutzte daher Techniken und Stilmittel von Romanautoren, um ökonomische, soziale und politische Fakten zu beschreiben.
Sein erstes Werk zur jüngeren Geschichte seiner Zeit war das 1851 erschienene Buch History of the Conspiracy of Pontiac, das sich mit den britischen Konflikten in Kanada und dem Pontiac-Aufstand auseinandersetzte. Dazu nutzte er die Erkenntnisse und Erfahrungen, die er bei seinen ethnologischen Untersuchungen in den Great Plains gewonnen hatte. Auf diesem ersten Band aufbauend folgten weitere in einer langen Serie über den Wettkampf zwischen Frankreich und Großbritannien über die Vorherrschaft in Nordamerika, die heute als sein Opus magnum angesehen wird.
Parkman bekam während seiner Arbeit an der Conspiracy starke gesundheitliche Probleme, in deren Folge er teilweise erblindete und an schubhaften starken Kopfschmerzen litt. Da er seine Schreibtätigkeit zunächst nicht fortsetzen konnte, begann er ein Studium des Gartenbaus, worin er so erfolgreich war, dass er zum Präsidenten der Massachusetts Horticultural Society gewählt wurde und 1871 eine Professur an der Harvard University im Fach Gartenbau erhielt.
Nachdem er sich gesundheitlich erholt hatte, veröffentlichte Parkman 1865 das Buch Pioneers of France in the New World, das ihm zu großer Bekanntheit als einer der führenden amerikanischen Historiker verhalf. In den folgenden 27 Jahren veröffentlichte er – immer wieder unterbrochen durch Krankheitsphasen – eine Reihe weiterer Bücher, darunter auch den autobiografischen Roman Vassal Morton.